# Zona metropolitana de Saltillo
La Zona Metropolitana de Saltillo (ZMS), es un conjunto de poblaciones conurbanas encabezadas por la capital Saltillo en el estado mexicano de Coahuila de Zaragoza. La zona metropolitana de la ciudad de Saltillo está conformada por: Saltillo, Ramos Arizpe y Arteaga, Tiene una superficie de 14,009.3 km² así como una población de 1,031,779 habitantes al 2020, siendo así la decimoquinta metrópoli más grande del país y la zona metropolitana más grande en superficie del estado de Coahuila. El Plan Estratégico de Desarrollo de los Municipios de Saltillo, Arteaga y Ramos Arizpe estimó que, para 2025, la Zona Metropolitana de Saltillo alcanzaría los 1,200,000 habitantes. La metrópoli saltillense, se ha posicionado como el sexto lugar de las zonas metropolitanas con mayor PIB en el país con $808,217 millones de pesos a 2024, convirtiéndose así en la zona metropolitana con mayor riqueza en el estado de Coahuila de Zaragoza.
Según el Índice de Competitividad Urbana 2024 del Instituto Mexicano para la Competitividad, Saltillo es la ciudad más competitiva de todo México, así como también se encuentra entre las 10 ciudades con mejor calidad de vida en el país.
En el área metropolitana de la ciudad, como se mencionó anteriormente, se encuentra el municipio de Ramos Arizpe, la cual fue declarada como la segunda ciudad que mejor paga en todo el país solo por detrás de la ciudad de  San Pedro Garza García. Ramos Arizpe es un referente industrial en México y se ha consolidado como la capital industrial de la entidad, es considerado uno de los bastiones industriales no solo de Coahuila, sino que en México ha logrado posicionarse también como un referente y prueba de ello es que se le señala como el municipio con los índices de alza en inventarios de espacios industriales más altos de todo el país. En ella se encuentran parques industriales, como el Parque 360 Industrial Park y el VYNMSA Ramos Arizpe Industrial Park I, entre otros, que ofrecen infraestructura de calidad y servicios como agua, drenaje, energía, gas, y control de acceso. También la ciudad de Saltillo se encuentra en dicha lista en la quinta posición.

## Delimitación
| Clave | Municipio    | Población | Población | Población | Crecimiento | Crecimiento | Superficie |
| Clave | Municipio    | 2010      | 2000      | 1990      | 2000-2010   | 1990-2000   | Superficie |
| ----- | ------------ | --------- | --------- | --------- | ----------- | ----------- | ---------- |
| 05030 | Saltillo     | 725 123   | 578 046   | 440 920   | 2.2         | 2.8         | 5 619.6    |
| 05027 | Ramos Arizpe | 75 461    | 39 853    | 28 246    | 6.4         | 3.5         | 6 754.4    |
| 05004 | Arteaga      | 22 544    | 22 544    | 17 414    | 1.5         | 1.1         | 1 635.3    |
| —     | ZMS          | 823 128   | 637 273   | 486 580   | 2.5         | 2.8         | 14 009.3   |